# فيضانات مونتانا 2022
فيضانات مونتانا 2022 في يونيو 2022 تعرضت ولاية مونتانا الأمريكية لفيضانات شديدة ومدمرة في العديد من مستجمعات المياه الرئيسية بما في ذلك نهر يلوستون. تسببت الأمطار الغزيرة وذوبان الثلوج خلال عطلة نهاية الأسبوع في الفترة من 10 إلى 13 يونيو في إخلاء مساحات كبيرة من حديقة يلوستون الوطنية. في 14 يونيو تم إغلاق محطة المياه في بيلينغز مؤقتًا. ونتيجة لذلك تضررت العديد من المنازل، ودمرت مياه الفيضانات عددًا من الطرق والجسور.
قالت هيئة الأرصاد الوطنية إن الأمطار الغزيرة على قمة الثلوج الجبلية الذائبة دفعت أنهار يلوستون وستي ووتر وكلاركس فورك إلى مستويات قياسية وتسببت في حدوث انهيارات طينية وصخرية. قال الحرس الوطني في مونتانا إن 87 شخصًا نقلوا جواً بطائرة هليكوبتر إلى بر الأمان. وتشمل المدن والبلدات المتضررة جاردينر وفرومبيرج وليفينجستون وريد لودج. في يوم الاثنين 13 يونيو أذن الحاكم جريج جيانفورتي شفهياً اللفتنانت كريستين جوراس الحاكم بإعلان حالة الطوارئ. كان الحاكم جيانفورتي يمضي إجازة في إيطاليا وعاد الخميس 16 يونيو. في 16 يونيو أعلنت الوكالة الفيدرالية لإدارة الطوارئ أنه تم توفير المساعدة الفيدرالية في حالات الكوارث لولاية مونتانا.
في 18 يونيو أفيد أنه من المتوقع أن تصل فيضانات أعنف إلى بيلينغز ومناطق أخرى في شرق مونتانا. وبحسب ما ورد تسببت الفيضانات حتى الآن في خسائر بقيمة 29 مليون دولار.